# Tha Carter
Tha Carter – czwarty studyjny album amerykańskiego rapera Lila Wayne’a, wydany przez Cash Money Records.
Album Tha Carter zapoczątkował serię tzw. Carterów. Został wydany w roku 2004 i ulokował się na piątej pozycji w notowaniu Billboard 200; w notowaniu Billboard Top R&B/Hip-Hop Albums zajął drugie miejsce.

## Single
- Lil Wayne - Bring It Back
- Lil Wayne - Go DJ
- Lil Wayne - Earthquake

## Lista Utworów
1. „Walk In-tro” - 3:04
2. „Go DJ” feat. Mannie Fresh - 4:41
3. „This is the Carter” feat. Mannie Fresh - 4:36
4. „BM J.R” - 4:58
5. „On the Block #1 (Skit)” - 0:18
6. „I Miss My Dawgs” feat. Reel - 4:35
7. „We Don't” feat. Birdman - 4:09
8. „On My Own” feat. Reel - 4:28
9. „Tha Heat” - 4:36
10. „Cash Money Millionaires” - 4:42
11. „Inside Interlude” - 1:30
12. „Bring It Back” feat. Mannie Fresh - 4:21
13. „Who Wanna” - 4:42
14. „On the Block #2 (Skit)” - 0:23
15. „Get Down” feat. Birdman - 4:32
16. „Snitch” - 3:55
17. „Hoes” feat. Mannie Fresh - 4:32
18. „Only Way” feat. Birdman - 4:33
19. „Earthquake” feat. Jazze Pha - 5:16
20. „Ain't That a Bitch” - 4:17
21. „Walk Out-ro” - 1:08